# ナオミ・スーザン
ナオミ・スーザン（生年不明12月29日 - ）は、日本の元プロレスマネージャー、

## 経歴
DDT草創期に当時団体のエースで現社長の高木三四郎にスカウトされ、英語しか話せないマネージャーとして7年活動。
一度はプロレスからは離れるが、1年が経過してユニオンプロレスが旗揚げされる際にポイズン澤田JULIEからの誘いで加入、当初は4ヶ月限定スタッフの予定だったが、中心選手の離脱もあり以降も残留。
2007年、武井匡から託される形で代表に就任。
ユニオンのみならずDDTでも外国人選手を担当し、ボブ・サップの交渉にも当たっている。
稀にレスラーとして試合に出場することもあり、直近では2013年7月28日の「闘うビアガーデン」における木高イサミ&石川修司&FUMA&ナオミ・スーザン vs 謎覆面M&謎覆面K&謎覆面P&覆面女王。
また、リングアナウンサーの経験もある。
それと並行して女優としての活動も行っており、藤木蜜の名義で舞台やCMなどに出演している。
2015年10月4日の後楽園ホール大会を最後にユニオンプロレス代表を退くと共にプロレス界から引退、同時にユニオンプロレスも解散することが発表されている。

## 獲得タイトル
- 第132・683代アイアンマンヘビーメタル級王座